# Shinjuku Outlaw
Shinjuku Outlaw (en japonés: 新宿アウトロー,  Shinjuku autoroo?) también conocida como Shinjuku Outlaws, es una película de acción japonesa dirigida por Takashi Miike, que fue lanzada directamente a vídeo (V-Cinema), el 21 de octubre de 1994 en Japón y que está basada en una novela de Fumio Tanaka.

## Argumento
Yomi Shoichi, en un intento de acabar con la guerra de los bajos fondos de Hiroshima, queda en coma tras una pelea de bandas. Diez años después, Yomi vuelve en sí y visita a su antiguo hermano yakuza, Eto, en Shinjuku. Pero no pasa mucho tiempo hasta que sus viejos enemigos descubren que está nuevamente en la calle.

## Reparto
- Kiyoshi Nakajo
- Hakuryu
- Yumi Iori
- Ruby Moreno
- Hiroyuki Watanabe
- Tatsuo Yamada

## Lanzamiento
Shinjuku Outlaw se lanzó en Japón: El 21 de octubre de 1994 en VHS por Pony Canyon,y en DVD, solo para alquiler, el 5 de marzo de 2017 por All In Entertainment.

## Recepción
El crítico Tristan Priimagi, en una reseña para Asian Movie Pulse, escribió: «Shinjuku Outlaw es lo suficientemente sucio y violento como para atraer la atención de los amantes del Video nasty. Presenta una nueva mirada intrigantemente sobre las lealtades nacionales y nos brinda un personaje central fuerte con el que empatizar, aunque es un asesino de gánsteres.

Tiene mucho peso para una película de V-Cinema, lo cual, dado que es una película de Miike, no debería ser una sorpresa».
James Balmont, en un artículo para Little White Lies sobre las películas en V-Cinema estrenadas por Takashi Miike como: Shinjuku Outlaw, escribe: «Es Miike quien encarna el espíritu de V-Cinema más que nadie. Su prolífica producción y su estilo transgresor, plagado de violencia yakuza descarnada y trabajo de cámara entusiasta, fueron endémicos de un tipo de cine centrado más en las emociones de la pantalla chica que en la destreza cinematográfica».